# Przestrzeń Urysohna (topologia ogólna)
Przestrzeń Urysohna (albo przestrzeń T2½) – przestrzeń topologiczna o tej własności, że każde dwa jej różne punkty mają otoczenia, których domknięcia są rozłączne. Własność bycia przestrzenią Urysohna zalicza się do własności oddzielania. Przestrzenie o tej własności rozważał po razu pierwszy Paweł Urysohn. Pojęcie przestrzeni Urysohna jest różne od pojęcia przestrzeni całkowicie T2.

## Przykłady i własności
- Każda regularna przestrzeń T1 jest przestrzenią Urysohna.
- Istnieje semiregularna przestrzeń Urysohna, która nie jest regularna. Istnieje przestrzeń Hausdorffa, która nie jest przestrzenią Urysohna.
- Istnieje przestrzeń Urysohna, będąca przestrzenią Hausdorffa, która nie jest semiregularna: Niech w zbiorze liczb rzeczywistych będzie dana topologia dyskretna. Rozważmy zbiór

{\displaystyle X=\mathbb {R} \cup \{-\infty ,\infty \}\cup \{p_{n}\colon n\in \mathbb {N} \},}
gdzie {\displaystyle -\infty ,\infty } oraz punkty {\displaystyle p_{n}} nie należą do zbioru liczb rzeczywistych. Rozszerzmy topologię dyskretną w {\displaystyle \mathbb {R} } w następujący sposób: każde otoczenie otwarte punktu {\displaystyle \infty } jest postaci {\displaystyle (a,\infty )\cup \{\infty \},} każde otoczenie otwarte punktu {\displaystyle -\infty } jest postaci {\displaystyle (-\infty ,a)\cup \{-\infty \}} dla pewnej liczby rzeczywistej {\displaystyle a} oraz każde otoczenie otwarte punktu {\displaystyle p_{n}} jest postaci {\displaystyle \{p_{n}\}\cup P,} gdzie zbiór {\displaystyle P} jest sumą po prawie wszystkich liczbach naturalnych {\displaystyle k} zbiorów postaci {\displaystyle (-k-1,-k)\cup (k,k+1).}
- Własność bycia przestrzenią Urysohna nie zachowuje się poprzez przekształcenia domknięto-otwarte, jest jednak własnością dziedziczną, tzn. podprzestrzeń przestrzeni Urysohna jest również przestrzenią Urysohna.
- Produkt dowolnej rodziny przestrzeni Urysohna jest nadal przestrzenią Urysohna.